# Ferdinand Lang
Ferdinand Lang (ur. 3 stycznia 1888 w Nikonkowicach k. Lwowa, zm. 13 czerwca 1959 w RFN) – niemiecki nauczyciel i działacz oświatowy w Galicji, poseł mniejszości niemieckiej na Sejm II RP (1928–1930), w czasie II wojny światowej dyrektor Biblioteki Miejskiej w Bydgoszczy.

## Życiorys
Pochodził z rodziny osiadłych w Galicji Wschodniej austriackich rzemieślników. W 1907 ukończył C. K. Gimnazjum w Stryju, po czym kształcił się na teologa w Wiedniu i Marburgu, studiów jednak nie ukończył.
Po powrocie do Galicji Wschodniej nauczał w tamtejszych szkołach niemieckojęzycznych.
W czasie I wojny światowej walczył w armii austriackiej. W listopadzie 1918 opowiedział się po stronie ukraińskiej w konflikcie o Lwów i Galicję Wschodnią.
Po zakończeniu walk na Kresach osiadł w Bydgoszczy, gdzie pracował w niemieckich gimnazjach jako nauczyciel. W latach 20. opracował podręcznik języka polskiego dla Niemców.
W 1928 został wybrany posłem II kadencji z list Bloku Mniejszości Narodowych w okręgu Stryj głosami Ukraińców pamiętających mu przyjazne nastawienie do idei ZURL. W 1930 roku ponownie kandydował do sejmu, mandatu jednak nie otrzymał – w tym samym roku został pozbawiony przez rząd prawa wykonywania zawodu, zaważyła jego antypaństwowa, jak oceniały ówczesne władze, działalność.
W latach 1931–1939 pracował w Niemieckim Związku Szkolnictwa w Polsce (Deustche Schulverein in Polen). Początkowo odnosił się z sympatią do ruchu nacjonalistycznego (młodoniemieckiego), jednak w 1936 ostatecznie zerwał z Jungdeutsche Partei, publikując bardzo krytyczny artykuł w prasie na temat tego ugrupowania.
Po przyłączeniu Bydgoszczy do Niemiec w 1939 objął posadę dyrektora Biblioteki Miejskiej. Od 1940 pozostawał członkiem NSDAP, pracował również w SS na niwie kulturalno-oświatowej.
W latach 1945–1955 przebywał na terenie radzieckiej strefy okupacyjnej i w NRD, gdzie pracował jako robotnik.
Po normalizacji stosunków radziecko-niemieckich w 1955 i przejściu na emeryturę pozwolono mu wyjechać do Niemiec Zachodnich, gdzie zmarł cztery lata później.